# 普羅維登斯 (肯塔基州辛普森縣)
普羅維登斯（英語：Providence）是位於美國肯塔基州辛普森縣的一個非建制地區。

## 地理
普羅維登斯所處的海拔為高於海平面224米（即735英呎），而該地所採用的時區為UTC-6，即北美中部時區（CST）。同時該地設有夏令時間，為UTC-6調快一小時，即UTC-5（CDT）。